# Lines in the Sand
"Lines in the Sand" je sedma pjesma s albuma Falling into Infinity (izdan 1997. godine) američkog progresivnog metal sastava Dream Theater. Tekst pjesme napisao je John Petrucci. S trajanjem od 12 minuta skladba je druga najduža na albumu (nakon "Trial of Tears").

## Izvođači
- James LaBrie - vokali
- John Petrucci - električna gitara
- John Myung - bas-gitara
- Mike Portnoy - bubnjevi
- Derek Sherinian - klavijature
- Doug Pinnick - prateći vokali

## Vanjske poveznice
Službene stranice sastava Dream Theater - album Falling into Infinity  Arhivirana inačica izvorne stranice od 23. svibnja 2009. (Wayback Machine)